# Золотий кубок КОНКАКАФ 1996
Золотий кубок КОНКАКАФ 1996 (англ. 1996 CONCACAF Gold Cup) — 13-ий розіграш чемпіонату КОНКАКАФ (третій розіграш під найменуванням Золотий кубок КОНКАКАФ), організований КОНКАКАФ, що відбувся з 10 по 21 січня 1996 року.
Турнір проходив в США, у містах Лос-Анджелес, Анахайм та Сан-Дієго. Дев'ять команд були розбиті на три групи по три команди, переможці кожної групи, а також найкраща друга команда проходили в півфінал. Вперше, на турнір була запрошена збірна з-поза меж КОНКАКАФ, нею стала Бразилія, яка відправила олімпійську команду до 23 років і стала фіналістом турніру, поступившись у фіналі Мексиці.

## Кваліфікація
| Збірна                      | Кваліфікація                                    | Участь                    |
| Північноамериканська зона   | Північноамериканська зона                       | Північноамериканська зона |
| --------------------------- | ----------------------------------------------- | ------------------------- |
| США                         | Господар                                        | 3-тя                      |
| Мексика                     | Автоматично                                     | 3-тя                      |
| Канада                      | Автоматично                                     | 3-тя                      |
| Карибська зона              |                                                 |                           |
| Тринідад і Тобаго           | Переможець Карибського кубка 1995               | 2-га                      |
| Сент-Вінсент і Гренадини    | Фіналіст Карибського кубка 1995                 | 1-ша                      |
| Центральноамериканська зона |                                                 |                           |
| Гондурас                    | 1 місце на Кубку націй Центральної Америки 1993 | 3-тя                      |
| Гватемала                   | 2 місце на Кубку націй Центральної Америки 1993 | 2-га                      |
| Сальвадор                   | 3 місце на Кубку націй Центральної Америки 1991 | 1-ша                      |
| КОНМЕБОЛ                    |                                                 |                           |
| Бразилія                    | Запрошена                                       | 1-ша                      |

## Стадіони
| Анахайм           | Лос-Анджелес      | Сан-Дієго          |
| ----------------- | ----------------- | ------------------ |
| Енджел Стедіум    | Меморіел Колізеум | Джек Мерфі Стедіум |
| Місткість: 64,593 | Місткість: 93,607 | Місткість: 60,836  |
|                   |                   |                    |

## Груповий етап

### Група A
| Команда                  | М | В | Н | П | ГЗ | ГП | РГ | О |
| ------------------------ | - | - | - | - | -- | -- | -- | - |
| Мексика                  | 2 | 2 | 0 | 0 | 6  | 0  | +6 | 6 |
| Гватемала                | 2 | 1 | 0 | 1 | 3  | 1  | +2 | 3 |
| Сент-Вінсент і Гренадини | 2 | 0 | 0 | 2 | 0  | 8  | –8 | 0 |

| 11 січня 1996 |

| Мексика                                          | 5–0      | Сент-Вінсент і Гренадини |
| ------------------------------------------------ | -------- | ------------------------ |
| Л. Гарсія 29', 37' Пелаес 70', 90' А. Гарсія 80' | Протокол |                          |

| Джек Мерфі Стедіум, Сан-Дієго Глядачів: 15,352 Арбітр: Есфандіар Бахермаст (США) |

| 14 січня 1996 |

| Мексика  | 1–0      | Гватемала |
| -------- | -------- | --------- |
| Рісо 89' | Протокол |           |

| Джек Мерфі Стедіум, Сан-Дієго Глядачів: 32,571 Арбітр: Рональд Гутьєррес (Коста-Рика) |

| 16 січня 1996 |

| Сент-Вінсент і Гренадини | 0–3      | Гватемала                       |
| ------------------------ | -------- | ------------------------------- |
|                          | Протокол | Фунес 28' Вестфал 42' Мачон 45' |

| Енджел Стедіум, Анахайм Глядачів: 52,345 Арбітр: Пітер Прендергаст (Ямайка) |

### Група B
| Команда  | М | В | Н | П | ГЗ | ГП | РГ | О |
| -------- | - | - | - | - | -- | -- | -- | - |
| Бразилія | 2 | 2 | 0 | 0 | 9  | 1  | +8 | 6 |
| Канада   | 2 | 1 | 0 | 1 | 4  | 5  | –1 | 3 |
| Гондурас | 2 | 0 | 0 | 2 | 1  | 8  | –7 | 0 |

| 10 січня 1996 |

| Канада                       | 3–1      | Гондурас   |
| ---------------------------- | -------- | ---------- |
| Кораццин 9' Голнесс 27', 63' | Протокол | Карсон 40' |

| Енджел Стедіум, Анахайм Глядачів: 27,125 Арбітр: Пітер Прендергаст (Ямайка) |

| 12 січня 1996 |

| Бразилія                                           | 4–1      | Канада          |
| -------------------------------------------------- | -------- | --------------- |
| Андре Луїс 3' Кайо 7' Савіо 14' Леандро Машаду 86' | Протокол | Радзинський 66' |

| Меморіел Колізеум, Лос-Анджелес Глядачів: 8,234 Арбітр: Рональд Гутьєррес (Коста-Рика) |

| 14 січня 1996 |

| Бразилія                                | 5–0      | Гондурас |
| --------------------------------------- | -------- | -------- |
| Кайо 9', 81' Жамеллі 31', 61' Савіо 80' | Протокол |          |

| Меморіел Колізеум, Лос-Анджелес Глядачів: 20,708 Арбітр: Беніто Арчундія (Мексика) |

### Група C
| Команда           | М | В | Н | П | ГЗ | ГП | РГ | О |
| ----------------- | - | - | - | - | -- | -- | -- | - |
| США               | 2 | 2 | 0 | 0 | 5  | 2  | +3 | 6 |
| Сальвадор         | 2 | 1 | 0 | 1 | 3  | 4  | –1 | 3 |
| Тринідад і Тобаго | 2 | 0 | 0 | 2 | 4  | 6  | –2 | 0 |

| 10 січня 1996 |

| Тринідад і Тобаго | 2–3      | Сальвадор                              |
| ----------------- | -------- | -------------------------------------- |
| Летапі 59', 64'   | Протокол | Діас Арсе 34', 72' (пен.) Серрітос 50' |

| Енджел Стедіум, Анахайм Глядачів: 27,125 Арбітр: Беніто Арчундія (Мексика) |

| 13 січня 1996 |

| США                      | 3–2      | Тринідад і Тобаго |
| ------------------------ | -------- | ----------------- |
| Віналда 15', 34' Мур 53' | Протокол | Дваріка 6', 43'   |

| Енджел Стедіум, Анахайм Глядачів: 12,425 Арбітр: Археліо Сабільйон (Гондурас) |

| 16 січня 1996 |

| США                     | 2–0      | Сальвадор |
| ----------------------- | -------- | --------- |
| Віналда 63' Бальбоа 75' | Протокол |           |

| Енджел Стедіум, Анахайм Глядачів: 52,345 Арбітр: Рамеш Рамден (Тринідад і Тобаго) |

## Плей-оф
|  | Півфінали               | Півфінали            |   |                         | Фінал                   | Фінал |  |
|  |                         |                      |   |                         |                         |       |  |
|  | 18 січня — Лос-Анджелес |                      |   |                         |                         |       |  |
|  | США                     | 0                    |   |                         |                         |       |  |
|  | Бразилія                | 1                    |   |                         |                         |       |  |
|  |                         |                      |   |                         |                         |       |  |
|  |                         |                      |   |                         | 21 січня — Лос-Анджелес |       |  |
|  |                         |                      |   |                         | Бразилія                | 0     |  |
|  |                         | Мексика              | 2 |                         |                         |       |  |
|  |                         |                      |   |                         |                         |       |  |
|  |                         |                      |   |                         |                         |       |  |
|  |                         |                      |   |                         | Матч за третє місце     |       |  |
|  | 19 січня — Сан-Дієго    | 19 січня — Сан-Дієго |   | 21 січня — Лос-Анджелес | 21 січня — Лос-Анджелес |       |  |
|  | Мексика                 | 1                    |   | США                     | 3                       |       |  |
|  | Гватемала               | 0                    |   |                         | Гватемала               | 0     |  |

### Півфінали
| 18 січня 1996 |

| США | 0–1      | Бразилія         |
| --- | -------- | ---------------- |
|     | Протокол | Бальбоа 79' (аг) |

| Меморіел Колізеум, Лос-Анджелес Глядачів: 20,708 Арбітр: Беніто Арчундія (Мексика) |

| 19 січня 1996 |

| Мексика    | 1–0      | Гватемала |
| ---------- | -------- | --------- |
| Бланко 64' | Протокол |           |

| Джек Мерфі Стедіум, Сан-Дієго Глядачів: 42,221 Арбітр: Есфандіар Бахермаст (США) |

### Матч за 3-тє місце
| 21 січня 1996 |

| США                               | 3–0      | Гватемала |
| --------------------------------- | -------- | --------- |
| Віналда 34' Агус 37' Кіровскі 87' | Протокол |           |

| Меморіел Колізеум, Лос-Анджелес Глядачів: 88,125 Арбітр: Рене Парра (Канада) |

### Фінал
| 21 січня 1996 |

| Бразилія | 0–2      | Мексика                   |
| -------- | -------- | ------------------------- |
|          | Протокол | Л. Постіго 54' Бланко 75' |

| Меморіел Колізеум, Лос-Анджелес Глядачів: 88,155 Арбітр: Рамеш Рамден (Тринідад і Тобаго) |

| Золотий кубок КОНКАКАФ 1996 |
| --------------------------- |
| Мексика 5-й титул           |

## Найкращі бомбардири
4 голи
- Ерік Віналда

3 голи
- Кайо Рібейро, Савіо
- Луїс Гарсія Постіго

2 голи
- Жамеллі
- Кевін Голнесс
- Рауль Діас Арсе
- Рікардо Пелаес Лінарес, Куаутемок Бланко
- Арнольд Дваріка, Рассел Летапі

## Підсумкова таблиця
| Команда                  | М | В | Н | П | ГЗ | ГП | РГ |
| ------------------------ | - | - | - | - | -- | -- | -- |
| Мексика                  | 4 | 4 | 0 | 0 | 9  | 0  | +9 |
| Бразилія                 | 4 | 3 | 0 | 1 | 10 | 3  | +7 |
| США                      | 4 | 3 | 0 | 1 | 8  | 3  | +5 |
| Гватемала                | 4 | 1 | 0 | 3 | 3  | 5  | -2 |
| Канада                   | 2 | 1 | 0 | 1 | 4  | 5  | -1 |
| Сальвадор                | 2 | 1 | 0 | 1 | 3  | 4  | -1 |
| Тринідад і Тобаго        | 2 | 0 | 0 | 2 | 4  | 6  | -2 |
| Гондурас                 | 2 | 0 | 0 | 2 | 1  | 8  | -7 |
| Сент-Вінсент і Гренадини | 2 | 0 | 0 | 2 | 0  | 8  | -8 |